# گروه ادبیات گمانه‌زن
گروه ادبیات گمانه‌زن نام گروهی است که از گردهم‌آیی دسته‌ای از پژوهش‌گران، نویسندگان، مترجمان و هواداران ادبیات گمانه‌زن (علمی‌تخیلی، فانتزی، وحشت، جنایی) پدید آمده‌است و در واقع نامی کلی برای بدنهٔ اداره‌کنندهٔ وب‌سایت آکادمی فانتزی و مجلهٔ شگفت‌زار، جایزه هنر و ادبیات گمانه‌زن، دانش‌نامه هنر و ادبیات گمانه‌زن و وب‌سایت داستان‌های مصور است. این گروه در حال حاضر در تلاش برای ثبت ماهیت حقوقی به صورت «سازمان مردم‌نهاد» است.
فعالیت‌های گروه در قالب خوشه‌های مجزا و هر یک با مدیریت مستقل صورت می‌پذیرد. برخی از فعالیت‌ها مانند نشست‌های حضوری هفتگی، علی‌رغم مدیریت مستقل، بر روی وب سایت آکادمی فانتزی پوشش داده می‌شوند. گروه زیر نظر هیئت سیاست‌گذاری با مدیریت سردبیر گروه ادبی اداره می‌شود.

## تاریخچه
این گروه با نام‌های مختلف از سال ۱۳۸۳ تا به امروز فعال بوده‌است. «گروه ادبیات گمانه‌زن» در اردیبهشت ۱۳۸۳ خورشیدی به صورت وبگاه هواداری افتتاح شد. در آن زمان با نام آکادمی فانتزی به صورت اینترنتی اقدام به انتشار آثار برتر ادبیات علمی‌تخیلی و فانتزی کرد و بعدها با گسترش حوزهٔ فعالیت خود، گونهٔ ادبی وحشت را هم زیر پوشش خود قرار داد. هم‌چنین با حرکت هدایت‌شدهٔ گروه به سوی بحث‌های ساختاری و نظری، زمینه برای دگردیسی وبگاه به گروه ادبی گمانه‌زن فراهم شد. امروز این گروه از مجموعه افرادی علاقه‌مند و فراتر از علاقه‌مند (یعنی کسانی که به‌طور ساخت‌یافته در مورد این گونهٔ ادبی تحقیق و کار می‌کنند) تشکیل شده‌است که هدف خود را گسترش هر چه بیشتر این گونه در زبان فارسی قرار داده‌اند. علاوه بر گسترش ادبیات گمانه‌زن، گروه ادبی در تلاش است با برنامه‌های خود به تولید آثار داستانی علمی‌تخیلی، فانتزی و وحشت رونق بیشتری دهد.
همچنین از تابستان ۱۳۸۹ با جداسازی بخش هواداری از وبگاه اصلی و تبدیل آن به یکی از قمرهای اصلی (فنزین)، سامان‌دهی فعالیت‌های گروه ادبی به دو بخش نظری/ساختاری و هواداری آغاز شد. در حال حاضر دو گروه مستقل از اعضای گروه ادبی در ادارهٔ این دو بخش پویا و زایا دست دارند و در اجرا و برنامه‌ریزی فعالیت‌های بزرگ‌تر به صورت واحدی مستقل عمل می‌کنند.

## فعالیت‌ها
فعالیت‌هایی که در گروه ادبی تا پایان اسفند ماه ۱۳۹۰ خورشیدی صورت گرفته‌اند عبارتند از:

### جوایز و مسابقات ادبی
- برگزاری شش دوره مسابقه داستان‌نویسی علمی‌تخیلی و فانتزی (۱۳۸۴ تا ۱۳۹۰)؛
- برگزاری مسابقهٔ داستان‌نویسی «برج»، یادبود جیمز گراهام بالارد (پاییز ۱۳۸۹)؛
- برگزاری مسابقهٔ داستانک‌نویسی شب یلدا، با مشارکت گروه وب‌سایت‌های پرشین بلاگ (زمستان ۱۳۸۸)؛[۱]
- برگزاری جشنوارهٔ داستانک‌های زمستانی، با مشارکت مجلهٔ چلچراغ (زمستان ۱۳۸۸)؛[۲]
- برگزاری دو دوره مسابقهٔ داستان‌نویسی هواداری (فن‌فیکشن) (۱۳۸۴ و ۱۳۸۵).

مسابقه داستان‌نویسی علمی‌تخیلی و فانتزی از سال ۱۳۸۹ هم‌زمان با استقلال «جایزهٔ ادبیات علمی‌تخیلی و فانتزی» از گروه ادبی و با شمول ژانر وحشت در مجموعهٔ مورد پذیرش، به‌طور مستقل و در قالب جدید «جایزه هنر و ادبیات گمانه‌زن» برگزار می‌شود.

### نشست‌های حضوری
- برگزاری ۸۸ نشست حضوری با مشارکت «کارگروه علمی‌تخیلی» انجمن نویسندگان کودک و نوجوان با موضوع‌های بررسی‌های ساختاری، معرفی نویسنده، کارگاه داستان‌نویسی و مانند آن (زمستان ۱۳۸۸ تا بهار ۱۳۹۱)؛
- برگزاری شب نویسندگان وحشت (آلن پو، لاوکرفت و استیون کینگ) با همکاری فرهنگسرای ملل (آذر ۱۳۸۹)؛[۳][۴]
- برگزاری یک دوره کارگاه داستان‌نویسی با همکاری بنیاد نیشابور و با مدیریت خانم فریبا معزی (تابستان ۱۳۸۹)؛
- برگزاری شب نویسندگان علمی‌تخیلی و فانتزی: جان رونالد روئل تالکین با همکاری وبگاه آردا (انجمن نویسندگان کودک و نوجوان - زمستان ۱۳۸۹)[۵][۶]
- برگزاری شب نویسندگان علمی‌تخیلی و فانتزی: فیلیپ ک. دیک (انجمن نویسندگان کودک و نوجوان - زمستان ۱۳۸۸)؛[۷]
- برگزاری شب نویسندگان علمی‌تخیلی و فانتزی: رابرت هاین‌لاین (سرای اهل قلم - زمستان ۱۳۸۷)؛
- مشارکت در برگزاری مراسم بزرگداشت آرتور سی. کلارک با برنامهٔ آسمان شب شبکهٔ ۴ و باشگاه نجوم (فرهنگسرای ارسباران - ۱۳۸۷)؛[۸]
- دوره‌های «آشنایی با ادبیات علمی‌تخیلی»، «آشنایی با ادبیات فانتزی» و «آشنایی با اسطوره‌شناسی» با همکاری «کانون کتاب» دانشگاه امیرکبیر (تابستان ۱۳۸۷)؛
- برگزاری بیش از ۱۰۰ نشست حضوری (در محل انتشارات کاروان) با موضوع‌های هم‌خوانی داستان و ترجمه، معرفی نویسنده و مانند آن (زمستان ۱۳۸۴ – زمستان ۱۳۸۶).

### بسترسازی
- تأسیس وبگاه مستقل هواداری (فنزین) برای تمرکز و هدایت فعالیت‌های هواداری گروه (تابستان ۱۳۸۸)؛
- راه‌اندازی اولین دانش‌نامهٔ اینترنتی ادبیات علمی‌تخیلی و فانتزی و اساطیر به زبان فارسی (۱۳۸۴)؛[۹]
- همکاری با مجلهٔ چلچراغ جهت تهیهٔ پرونده‌ای دربارهٔ مجموعه کتاب‌های «هری پاتر» (پاییز ۱۳۹۰)؛
- همکاری با مجلهٔ چلچراغ جهت تهیهٔ پروندهٔ نویسندگان علمی‌تخیلی (زمستان ۱۳۸۸)؛
- همکاری با مجلهٔ «همشهری داستان» جهت بخش ادبیات گمانه‌زن (بهار و تابستان ۱۳۸۹)؛[۱۰]
- همکاری با شرکت توسعه‌گر شبیه‌ساز در بازنویسی داستان بازی برخط آسمان‌دژ (بهار و تابستان ۱۳۸۹).[۱۱]

### تولید محتوا
انتشار ۱۸ شماره و ۳ پیش‌شماره «مجله شگفت‌زار»، ماهنامهٔ ادبیات گمانه‌زن (تابستان ۱۳۸۹، زمستان ۱۳۹۰، بهار ۱۳۹۱) و بیش از ۴۰۰ مطلب محتوای فارسی در زمینه‌های ترجمه و نگارش داستان‌های علمی‌تخیلی و فانتزی و وحشت، معرفی کتاب‌های چاپ شده و آثار سینمایی ساخته شده در این زمینه و مقالات تحقیقی در زمینه‌های وابسته.

## زیرگروه‌ها

### جایزه ادبی
جایزه هنر و ادبیات گمانه‌زن جایزه‌ای ادبی است که سالانه به فعالان عرصهٔ ادبیات علمی-تخیلی، فانتزی، وحشت در ایران داده می‌شود. این جایزه نخستین بار حول مسابقه داستان‌نویسی علمی‌تخیلی و فانتزی (در حال حاضر مسابقه داستان‌نویسی گمانه‌زن) شکل گرفت که اولین دوره آن در زمستان ۱۳۸۴ برگزار شد.

### دانش‌نامهٔ هنر و ادبیات گمانه‌زن
دانش‌نامهٔ هنر و ادبیات گمانه‌زن دانش‌نامه‌ای آزاد است که به زبان فارسی، برای فارسی‌زبان‌ها که در قالب ویکی‌ویکی و با تمرکز بر موضوعات ادبیات، سینما و کلاً بسترهای رسانه‌ای سبک گمانه‌زن (Speculative Fiction) یعنی ع.ت.ف. (Sf&f) به همراه ژانرهای وحشت و جنایی مشغول کار است. محتویات این دانش‌نامه تحت اجازه‌نامهٔ جی‌اف‌دی‌ال در دسترس است.

### آکادمی فانتزی
آکادمی فانتزی وب‌گاهی است به زبان فارسی (تأسیس ۱۳۸۳) که به صورت غیرانتفاعی به ادبیات وحشت، فانتزی و علمی-تخیلی می‌پردازد. این وبگاه رسانهٔ رسمی گروه ادبیات گمانه‌زن و عضوی از گروه سایت‌های این مجموعه‌است.

#### تاریخچه
این وبگاه ابتدا به نام زیرآبیوس به صورت یکی از گروه‌های وبگاه بعد هفتم و در جلسات برخط ایجاد شد و محفل شبانهٔ باشگاه بعد هفتم به‌شمار می‌رفت که به صورتی مابین جلسات حضوری و گفتگوی آفلاین در تالارهای گفتگو برگزار می‌شد و اعضای تقریباً ثابتی داشت. خصیصهٔ متمایز کنندهٔ این گروه زبان کانامیتی بود که نامش را از یک نژاد تخیلی آفریدهٔ دمون نایت (در یک داستان علمی-تخیلی به نام خدمت به انسان) گرفته بود.

بعدها در سال ۱۳۸۳ وبگاه این گروه توسط اعضای بعد هفتم ایجاد گردید که در ابتدا منحصراً به ادبیات فانتزی و به خصوص داستان هنر نبرد می‌پرداخت. مدتی پس از انحلال بعد هفتم زیرآبیوس با همراهی اعضای قدیمی خود فعالیت جدی‌تری را آغاز کرد و به ادبیات علمی-تخیلی نیز روی آورد و در حال حاضر تنها مرجع برخط فارسی زبان در این باره‌است.

#### فعالیت‌ها
طبق اساس‌نامه، آکادمی فانتزی در راستای گسترش ادبیات فانتزی و علمی-تخیلی فعالیت‌های زیر را انجام می‌دهد:
- فراهم آوردن مقالات مفید در زمینه تعریف و جایگاه ادبیات فانتزی و علمی‌تخیلی.
- ترجمه داستان‌های کوتاه تراز اول نویسندگان معتبر فانتزی و علمی‌تخیلی.
- نشر داستان‌های فانتزی و علمی‌تخیلی نویسندگان فارسی‌زبان به صورت الکترونیک.
- معرفی، نقد و بررسی کتاب‌های چاپ شده در زمینه فانتزی و علمی‌تخیلی.
- معرفی، نقد و بررسی فیلم‌های مطرح و ارزشمند ساخته شده در زمینه فانتزی و علمی‌تخیلی.
- فراهم آوردن مقالات علمی مرتبط جهت بالا بردن آگاهی علاقه‌مندان به ادبیات علمی‌تخیلی.
- اطلاع‌رسانی در خصوص رویدادهای مهم در حوزه ادبیات فانتزی و علمی‌تخیلی.
- تهیه الکترونیک کتاب‌های مفید فانتزی و علمی‌تخیلی به زبان اصلی جهت استفاده علاقه‌مندان.

#### کارنامه
فعالیت‌هایی که تا سه‌شنبه ۱۴ مهر ۱۳۸۸ خورشیدی در آکادمی فانتزی صورت گرفته‌اند عبارت‌اند از:
- ۹۰ عنوان ترجمهٔ داستان‌های علمی‌تخیلی به زبان فارسی.
- ۳۷ عنوان برگردان داستان‌های فانتزی از زبان‌های مختلف به فارسی.
- ۹۷ عنوان داستان‌های نوشته شده توسط هیئت تحریریه و دوستداران سایت.
- ۶۵ عنوان مصاحبه، گزارش از صاحب‌نظران عرصهٔ علم و ادب. مقاله‌هایی مربوط به ژانر فانتزی و علمی‌تخیلی.
- ۴۳ مورد معرفی کتاب ع.ت.ف.
- ۱۹ مورد معرفی فیلم ع.ت.ف.
- بیش از ۵۰ مورد ترجمه داستان‌ها و داستانک‌های گمانه‌زن فارسی به زبان انگلیسی.

### شگفت‌زار
شگفت‌زار نام مجله‌ای اینترنتی است که توسط گروه ادبیات گمانه‌زن منتشر می‌شود. این مجلهٔ اینترنتی که به صورت ماهنامه منتشر می‌شود، بر ادبیات علمی‌تخیلی، فانتزی و سایر جنبه‌های ع.ت.ف. متمرکز است. حجم متوسط مجله حدود ۱۰۰ صفحهٔ A5 است.

### دیگر فعالیت‌ها
گروه ادبیات گمانه‌زن برای حصول به اهداف از پیش تعیین شده و در راستای فعالیت‌های خود، مشتمل بر چندین وبگاه اقماری دیگر است که به صورت زیرمجموعهٔ گروه و با مدیریت مستقل مشغول فعالیت هستند و عبارتند از:
- وبگاه مستقل هواداری گمانه‌زن (فنزین)
- وبگاه داستان‌های مصور
- قمر انگلیسی که به ترجمه داستان‌های تألیفی فارسی به زبان انگلیسی می‌پردازد تا خوانندگان غیرفارسی‌زبان را با گوشه‌ای از فعالیت‌های گروه در حوزه ادبیات گمانه‌زن آشنا سازد.

## ارجاعات
1. ↑  «نتایج جشنواره داستانک یلدای پرشین بلاگ». بایگانی‌شده از اصلی در ۱۱ مه ۲۰۱۲. دریافت‌شده در ۱۱ ژوئن ۲۰۱۲.
2. ↑  «نسخه آرشیو شده». بایگانی‌شده از اصلی در ۲۸ دسامبر ۲۰۱۱. دریافت‌شده در ۱۱ ژوئن ۲۰۱۲.
3. ↑  «آکادمی فانتزی: مرجع هواداران علمی‌تخیلی و فانتزی: مراسم شب نویسندگان وحشت برگزار شد». بایگانی‌شده از اصلی در ۷ سپتامبر ۲۰۱۲. دریافت‌شده در ۱۱ ژوئن ۲۰۱۲.
4. ↑  MehrNews.com - Iran, world, political, sport, economic news and headlines[پیوند مرده]
5. ↑  آفتاب - جشن تولد برای نویسنده "ارباب حلقه‌ها" در ایران! - نسخه قابل چاپ[پیوند مرده]
6. ↑  «خبرگزاری کتاب ایران (IBNA) - برپایی جشن تولد نویسنده «ارباب حلقه‌ها» در ایران». بایگانی‌شده از اصلی در ۲ فوریه ۲۰۱۲. دریافت‌شده در ۱۱ ژوئن ۲۰۱۲.
7. ↑  «نسخه آرشیو شده». بایگانی‌شده از اصلی در ۴ مارس ۲۰۱۶. دریافت‌شده در ۱۱ ژوئن ۲۰۱۲.
8. ↑  «نسخه آرشیو شده». بایگانی‌شده از اصلی در ۱۲ مه ۲۰۱۲. دریافت‌شده در ۱۱ ژوئن ۲۰۱۲.
9. ↑  دانش‌نامه هنر و ادبیات گمانه‌زن
10. ↑  آکادمی فانتزی: مرجع هواداران علمی‌تخیلی و فانتزی: آکادمی فانتزی در نهمین داستان همشهری[پیوند مرده]
11. ↑  «"آسمان دژ" با بازی‌های سطح اول دنیا رقابت می‌کند :: جنگ نرم و عملیات روانی ::». بایگانی‌شده از اصلی در ۸ آوریل ۲۰۱۱. دریافت‌شده در ۱۱ ژوئن ۲۰۱۲.
12. ↑  «آکادمی فانتزی: مرجع هواداران علمی‌تخیلی و فانتزی: محتوا / مندرجات / اساس‌نامه». بایگانی‌شده از اصلی در ۲۵ ژوئن ۲۰۱۱. دریافت‌شده در ۱۱ ژانویه ۲۰۱۱.
13. ↑  آکادمی فانتزی: مرجع هواداران علمی‌تخیلی و فانتزی: محتوا / شاخه / کتاب‌خانه[پیوند مرده]
14. ↑  MehrNews.com - Iran, world, political, sport, economic news and headlines[پیوند مرده]
15. ↑  شگفت‌زار